# Вифлеємський вогонь миру

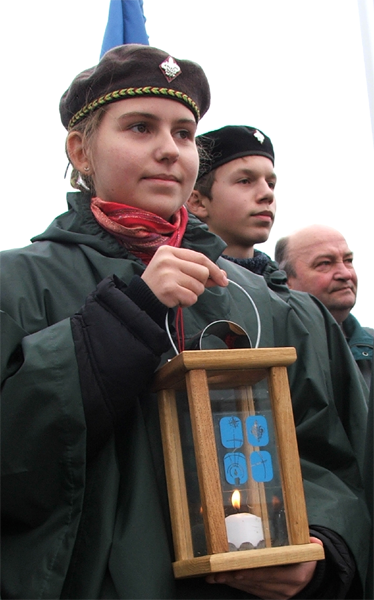
Пластунка із Вогнем та лампадкою з символікою акції «Вифлеємський Вогонь Миру»

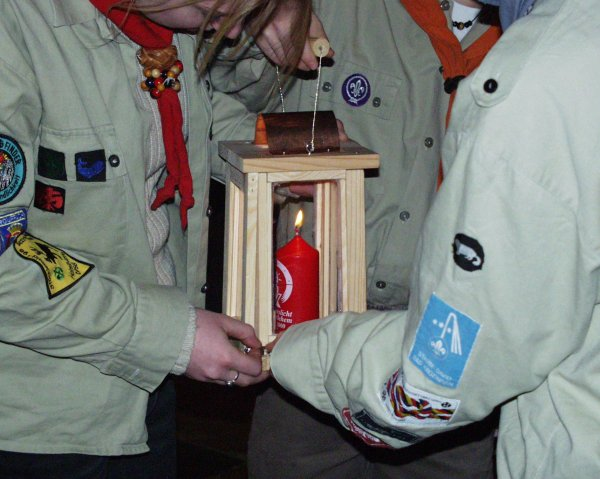
Німецькі скаути із Вогнем

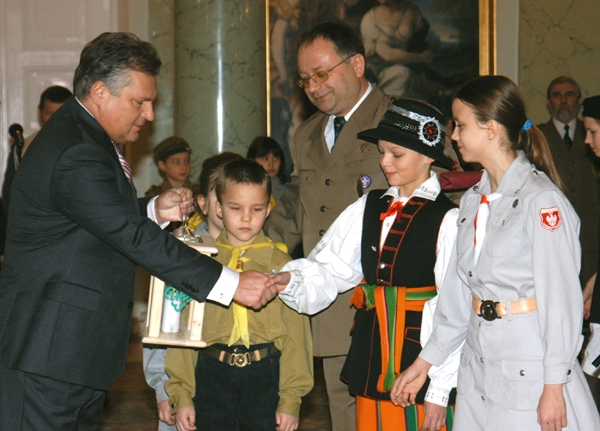
Польські скаути передають Вифлеємський Вогонь Миру Президенту Алєксандру Кваснєвському. 14 грудня 2004 року

Вифлеє́мський Вого́нь Ми́ру (ВВМ) — міжнародна щорічна скаутська/пластова акція до святкувань Різдва Христового, котра полягає у поширенні символічного вогню, запаленого на місці народження Ісуса Христа.
В Україні з 1999 року Вогонь, що символізує мир, любов та добро, і символічно об'єднує всіх українців, поширюють пластуни — українські скаути. Щороку пластуни передають Вифлеємським вогонь миру громадам міст, лікарням, школам, сиротинцям, державним установам по всій Україні. З початком російсько-української війни пластуни вже 5-тий рік передають Вифлеємський вогонь миру й різдвяні подарунки українським захисникам у зону бойових дій на Сході України. У 2018 році пластуни передали символічний Вогонь митрополиту Епіфанію.

## У світі
Акція започаткована 1986 року Австрійською телерадіокомпанією (ORF) як благодійний вчинок — донести світло з символічного місця народження Ісуса Христа тим, котрі святкують Різдво поза домом — у лікарнях, сиротинцях тощо. Того ж року ініціатива була підхоплена скаутами Відня, а основним ініціатором виступив скаутський провідник Бертль Ґрюнвальд (нім. Bertl Grünwald).
До Європи Вогонь з Вифлеєма наприкінці листопада привозять літаком у спеціальному контейнері австрійські скаути, а вже від Відня він мандрує з рук у руки, так званою «скаутською естафетою», цілою Європою. Від Австрії, через Словаччину та Польщу, у середині грудня, Вогонь потрапляє і в Україну, де ним опікується найбільша скаутська організація України — Пласт.
1989 року ВВМ отримують скаутські групи з Польщі, Чехії та Угорщини, які проводили свою діяльність у Відні. Їм вдалося передати вогонь у Прагу, Краків і Будапешт. Угорські скаути розповсюдили Вогонь миру до Румунії.
У 1990 році скаути Братислави (Словаччина) організовують розповсюдження ВВМ країною за допомогою різдвяно прикрашеного потяга і відвідують 72 міста. Один чеський скаут з Брюну за допомогою залізничного сполучення поширив вогонь до Праги.
1991-го року Словенські скаути з Любляни передали ВВМ скаутам з Криту. Угорські скаути привезли та передали Вогонь 32 осередкам у Румунії.
Скаути Відня у 1992 році передають Вогонь своїм італійським побратимам у Болоні, а ті розповсюджують Вогонь по країні. Словенським скаутам вдається принести вогонь до Спліта, Мастара і як кінцевий пункт — Сараєво. Завдяки тому, що ВВМ досягнув Варшави, він розповсюджується по цілій Польщі. Окрім того, як приватні особи, пластуни Києва, Львова і Одеси вперше переймають ВВМ.
У 1993 році Вифлеємський Вогонь Миру після сорока годинного випробування потрапляє до Москви завдяки Бертлю Ґрюнвальду. Вже звідти Вогонь потрапляє у Смоленськ і Кострому. Загалом, Вогонь вдається поширити до Владивостока. Завдяки будапештським скаутам ВВМ побачила закарпатська Україна, частина Сербії і Белград. Скаутам з Криту вдається поширити Вогонь по всіх осередках країни. Вперше ВВМ потрапляє у Ліхтенштейн.
Скаути з Люксембургу раптово долучилися до участі у передачі ВВМ у 1994 році. Із Польщі Вогонь поширився по всій території Латвії і Литви. ВВМ поширюється по всій Італії. Віденські скаути несуть вогонь до Гамбурга, Пассау, Касселя і Ганновера (Німеччина).
1995 року завдяки сеньйорам-скаутам Німеччини Вогонь потрапляє до Швеції, а звідти, з допомогою скаутів з Люксембургу, в Нідерланди та Францію.
Скаути з Угорщини 1996 року транспортують Вогонь до Бухареста. Румунські скаути їдуть до Відня, щоб перебрати Вогонь у австрійців. Італія продовжує розповсюдження Вогню по своїй території — Неаполь, Рим, Мілан, Венеція отримали ВВМ. Вогонь потрапляє також до Женеви (Швейцарія). Завдяки німецьким скаутам вогонь потрапляє до Ессена, Дортмунда, Бремена і Гамбурга.
Вогонь був принесений у найвіддаленіші куточки Данії і Норвегії, а також у Велику Британію — міста Йорк та Корнвал. Німецький скаут Едвін Ґрюнберг їздив на своєму власному авто під час тридцяти градусного морозу через Мінськ, Берестя, Смоленськ аж до Москви, потім до Нижнього Новгорода. Російські скаути, розповсюдили Вогонь до міст, віддалених на північний захід від Москви на відстані 1200 км, які знаходяться аж за Полярним колом.
1997-го року ВВМ з Англії розповсюдили до Уельсу, Шотландії та Ірландії. Через Німеччину Вогонь вкотре потрапив до Данії, Швеції та Бельгії, а звідти вже до Нідерландів.
З 1998 року Вогонь офіційно передали в Україну на митному переході  від польських скаутів. Тоді передача ВВМ відбувалася вже вдесяте. У Німеччині була організована високого рівня акція розповсюдження ВВМ — скаути понесли Вогонь у більш, ніж 381 місто. В Італії чотири скаутські організації розподілили між собою відповідальність за осередки міст і рознесли Вогонь по всій країні. У Південному Тіролі була вперше організована акція розповсюдження Вогню Миру по сиротинцях країни. Подібні акції були проведені в Угорщині, Словенії, Словаччині, Польщі, Люксембурзі, Ліхтенштейні. Свій шлях Вогонь продовжив у Данії, Швеції, Білорусі, Україні, Литві і двічі перетнув Полярне коло у Швеції і Фінляндії. Подальше розповсюдження відбувалося у Англії, Шотландії, Уельсі, Ірландії, Чехії, Норвегії, Бельгії та Румунії. Загалом ВВМ потрапив у 22 європейські країни завдяки добрій скаутській традиції — так званій «естафеті».
У 1999 році Вогонь вперше потрапляє до Іспанії — у Барселону й Палермо. Того ж року Вогонь вперше потрапляєдо жителів Сицилії.
Того року у Німеччині був запроваджений рік «Всіх святих», і німецькі скаути пфадфіндери (нім. Pfadfinder*innen) домовилися із скаутами Австрії, що цього року Вогонь одразу з Вифлеєма привезли не до Відня, а до Франкфурта.
Найвищим завданням акції передачі ВВМ 2001 року було транспортування Вогню делегацією зі скаутів Німеччини, Англії і США з Відня через Париж, Лондон і, в кінці, норвезьким літаком через океан до Мейна і Нью-Йорка (США). Наступними подоланими дистанціями стала Гренландія (завдяки шведським скаутам), Сардинія (італійські скаути) та Ісландія (данські скаути).
У 2002 році передача Вогню безпосередньо з Вифлеєма за допомогою австрійських скаутів унеможливилася внаслідок небезпечної військової ситуації в тих краях. Один арабський юнак дістав Вогонь з Вифлеєма, таємно передав його єврейським дітям, які транспортували його літаком до Відня.
2003-го року скаутинг святкує 15-ту річницю від започаткування розповсюдження ВВМ. Під час тогорічної акції вдалося розповсюдити Вогонь такими країнами: Білорусь, Бельгія, Боснія та Герцеговина, Данія, Німеччина, Англія, Франція, Ірландія, Ісландія, Нідерланди, Норвегія, Польща, Румунія, Росія, Шотландія, Швеція, Словаччина, Словенія, Іспанія, Чехія, Україна, Угорщина, США, а також острів Крит. Акція розпочалася урочистим богослужінням у віденській Штефанкірхе (нім. Stephanskirche), на якій було близько 1000 скаутів з 10 країн, куди також вдалося запросити до Відня групу юнаків і юначку з Палестини, що було знаком єднання всіх скаутів світу.
Передано Вогонь також до Мальти та Гібралтару.
2004 року вкотре було передано ВВМ до США. Цього року у Відні знову відбулася урочиста літургія, на якій була присутня велика кількість скаутів з багатьох країн Європи, а також, навіть, була присутня скаутка з Африки.
15 грудня 2007 року вперше на урочисту літургії до Відня офіційно потрапили представники України. Вперше представляти Пласт та Україну випала честь пластунам на чолі із Соломією Кейван, тодішнім керівником організаційного комітету акції. Саме цього року вперше у Густав-Адольф кірхе, традиційному місці передачі вогню, привітання з нагоди початку акції прозвучали і українською мовою.

## В Україні

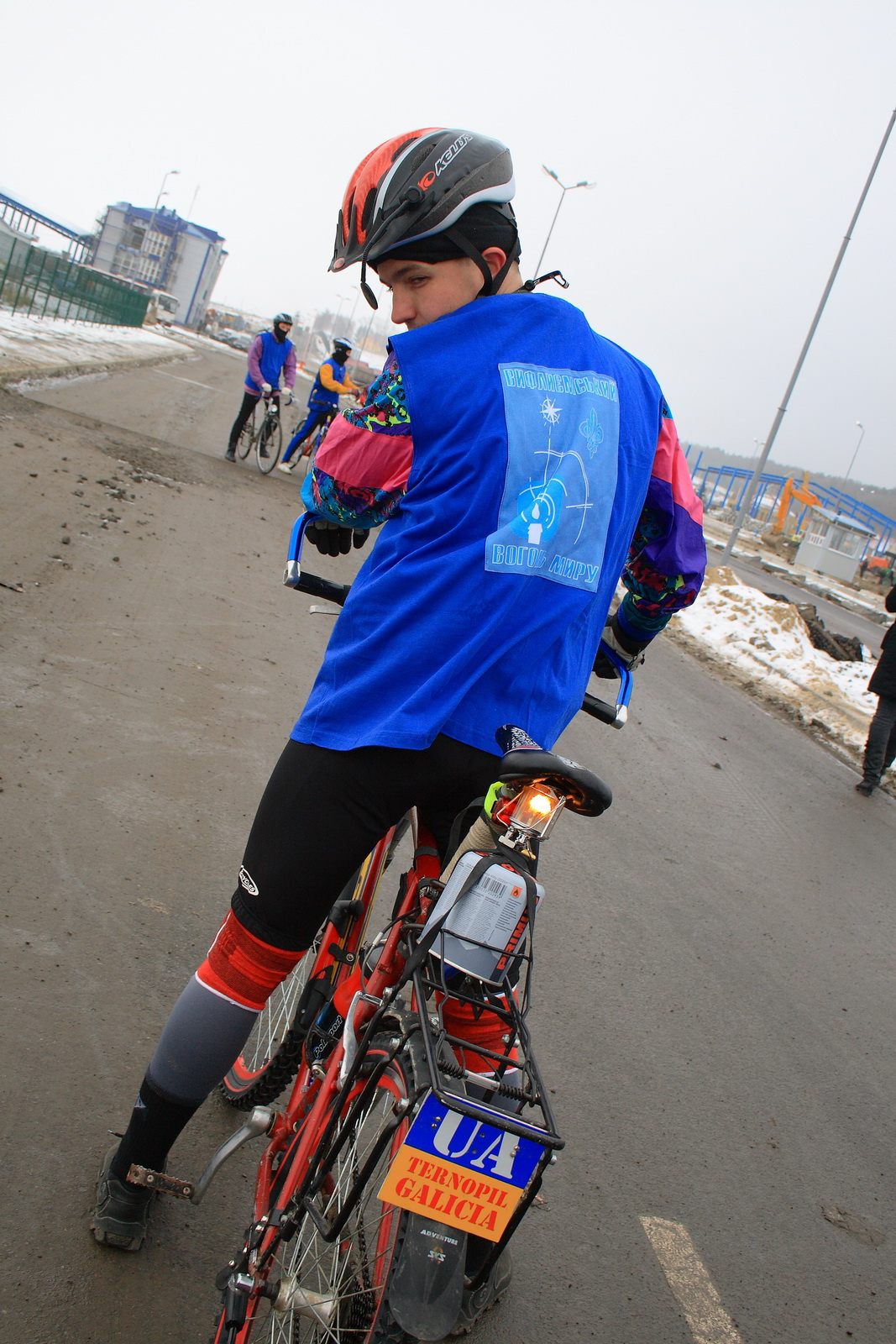
Велосипедист із Вогнем

Вперше Вогонь до України потрапляє ще 1992 року, але як приватна ініціатива окремих пластунів. Офіційно відлік ведеться від 1999 року, коли Вогонь передали в Україну на митному переході.
Відтоді на україно-польському митному переході Рава-Руська-Гребенне представники керівництва Союзу Польських Харцерів (ZHP) передають Вогонь керівникам Пласту. Після того, стоячи разом у традиційному скаутському колі, пластуни та харцери співають колядки й скаутські пісні. За піснями настає черга обміну привітаннями, дарунками та спільним фотографуванням.
Вифлеємський Вогонь, котрий символізує тепло, мир, злагоду і сподівання, Україною поширюють пластуни та [Національна організація скаутів України]. Вогонь передають від міста до міста й заносять у церкви, державні установи, школи, сиротинці, лікарні.
У грудні 2005 року вперше, після традиційних обмінів дарунками та фото, делегація ZHP у складі 50 осіб перетнула україно-польський кордон та поїхала до Львова, щоб разом з пластунами запалити Вифлеємський Вогнем лампадку у Соборі святого Юра.
На відзначення 20-ї річниці із часу заснування акції, група з 16 пластунів та представників Громадської організації К-2 24 грудня 2006 року разом з Вифлеємським Вогнем Миру піднялися на найвищу вершину України — гору Говерла. На вершині пластуни прикріпили до хреста, встановленого на Говерлі, лампадку з Вифлеємським Вогнем та пояснювальну табличку. Цю акцію було повторено і наступного, 2007 року. Тоді до пластунів приєдналися друзі та львівські журналісти — завдяки цьому група налічувала вже 23 особи. Акція підняття Вифлеємського вогню миру на Говерлу стала щорічною традицією і продовжується до нашого часу.
З 20 по 23 грудня тривав веломарафон із Вифлеємським вогнем миру. Шестеро пластунів, переважно тернополяни на чолі з Назаром Зелінкою, везли Вогонь від україно-польського кордону до Києва. За чотири дні вони побували у Львові, Тернополі, Хмельницьку та Житомирі, подолавши близько 600 км. Дорогою до Києва пластунів зупиняли мешканці містечок та сіл, через які вони проїжджали, та водії авто — завдяки мас-медіа багато хто знав про велоестафету та бажав запалити свічку чи лампадку від Вогню. На під'їзді до Києва, за 15 км, пластунів зустріли ентузіасти із сайту velokiev.com [Архівовано 17 січня 2015 у Wayback Machine.]. Чисельно збільшена таким чином колона у супроводі ДАІ без перешкод довезла Вогонь на Володимирську гірку, де відбулася його урочиста передача у регіони.
23 грудня 2007 року вперше відбулася передача Вогню на україно-молдовському кордоні — українські пластуни запалили лампадки молдавським скаутам на митному переході у Чернівецькій області. Така передача почала відбуватися постійно і у подальші роки.
У грудні 2009 року делегація Пласту привезла Вогонь українським громадам Литви, Латвії та Естонії. Передача Вогню відбувалася в українських церквах Вільнюса, Єлгави та Таллінна.
Пластуни та [Національна організація скаутів України] передають Вифлеємський Вогонь Миру у всі свої осередки, таким чином він потрапляє щороку в усі області України — від Закарпатської до Донецької.
6 січня 2012 року душпастирі Церков-учасниць Української міжконфесійної християнської місії «Духовна та благодійна опіка в місцях позбавлення волі» разом з представниками Національної скаутської організації «Пласт» вперше передали Вифлеємський Вогонь до чергових частин органів управління і установ пенітенціарної системи як знак єднання християн. З тих пір звичай повідомлення євангельської вісті про Господнє Народження підтримується в'язничними капеланами і пластунами рік до року.
21 грудня 2013 року після молитви за Україну пластуни передали Вогонь учасникам Євромайдану на Майдані Незалежності, підтримавши цим мітингувальників.
З початком російсько-української війни, з 2014 року пластуни щороку передають Вифлеємський вогонь миру захисникам у зону бойових дій на Сході України. Разом з символічним Вогнем, пластуни передають і різдвяні подарунки захисникам у прифронтові міста, військові госпіталі, на блокпости, у бліндажі та окопи, в яких боронять мир українські воїни.
Для пластунів стало гарною традицією передавати щороку Вифлеємський вогонь миру до Верховної Ради України, Кабінету Міністрів, Президенту України, міністерствам та іншим державним установам.
У грудні 2018 року пластуни передали символічний Вогонь митрополиту Епіфанію.

## Символічне значення Вогню
Вифлеємський Вогонь Миру як світло тепла, миру, злагоди і сподівання мандрує світом, долаючи кордони і єднаючи християн у переддень Різдва Христового. Ідея Вогню і його простий символізм — мир, радість і братерство — прихильно сприйнялися українською громадою продовж останніх років, становлячи для багатьох з нас доповнення під час святкування Різдва.
Вифлеємський Вогонь Миру постійно горить у Вифлеємі, на місці народження Ісуса Христа. Не слід плутати його з Єрусалимським вогнем, що запалюється на Великдень. Цей вогонь є спомином про прихід на землю Ісуса Христа, котрий є символом любові та миру, визволенням від гріхів. Він визволяє людей з розпачу і дає силу, сподівання та надію.
У скаутському поясненні палаючий вогник символізує очікування в період посту та повну жертовність. Світло є символом випромінювання добра, душевного спокою, любові до людей і до світу. Рівночасно, цей промінчик — це солідарність зі всіма, хто є далеко. Солідарність з убогими, поєднання з Христом, котрий народився в убогості. У XII столітті один учасник Хрестових походів привіз це світло з Вифлеєма як дар для своєї родини і близьких, як символ найбільшого добра. І через століття саме з рук в руки, від одного скаутського осередку до іншого, творячи «скаутську естафету» та єднаючи скаутів світу, Вифлеємський Вогонь долає безліч кордонів і потрапляє до всіх, хто чекає на світло тепла, спокою та віри.
Вогнем з Вифлеєму люди можуть запалити свічки вдома на Святу Вечерю. Крім того, Вогонь заносять до сиротинців, лікарень, щоб ті, котрі перебувають далеко від своїх родин, могли відчути тепло Вифлеємської зірки. Традиційно Вогонь зберігається в церкві до Йордану — до 19 січня. Потім його можна погасити. Люди можуть брати Вогонь на кожну Святу Вечерю або гасити раз запалену від Вогню свічку — за твердженням священиків, від цього святість Вогню не втрачається.

## Пласт Австріята Вифлиємський вогонь миру
Щороку пластун(к)и Австрії передають Вифлеємський Вогонь Миру до членів делегації Пласту України.
У 2023 році відбулася Міжкрайова Пластова Зустріч (МПЗ) у Відні та передача Вогню пластунам з інших країв.

## Ставлення церкви
Офіційно акцію підтримують чи не всі християнські церкви. Акцію у свій час благословляли Папа Римський Іван Павло ІІ та Папа Римський Бенедикт XVI.

## Інтернет-сторінки ВВМ у світі
- Україна (українською) [Архівовано 20 січня 2008 у Wayback Machine.]
- Україна (російською) [Архівовано 2 лютого 2008 у Wayback Machine.]
- Україна (польською) [Архівовано 2 лютого 2008 у Wayback Machine.]
- Австрія
- Іспанія
- Італія
- Латвія
- Литва
- Люксембург
- Німеччина [Архівовано 7 листопада 2011 у Wayback Machine.]
- Польща [Архівовано 17 грудня 2020 у Wayback Machine.]
- Росія [Архівовано 10 грудня 2010 у Wayback Machine.]
- Словаччина
- Сполучені Штати Америки
- Словенія
- Хорватія
- Швейцарія [Архівовано 21 травня 2007 у Wayback Machine.]
- Швеція

## Деякі згадки у ЗМІ

### 2006/2007
- День — «Вифлеємський Вогонь Миру в Україні»
- Комсомольская правда в Украине — «Пластуны привезли в Украину Вифлеемский огонь» (рос.)[недоступне посилання з червня 2019]
- Україна молода — «До України прибув Вифлеємський вогонь» [Архівовано 5 березня 2016 у Wayback Machine.]
- Газета по-киевски — «Святой огонь привезли в Киев» (рос.)
- BBCUkrainian — «Вифлеємський Вогонь Миру на Говерлі»
- Новий канал — «У Києві на Володимирській гірці роздавали вифлеємські вогники»
- Перший національний канал — «Польские скаути передали украинским Вифлеемский огонь мира» (рос.) [Архівовано 27 вересня 2007 у Wayback Machine.]
- СТБ (Викна-Новости) — «Вифлеемский Огонь в Украине» (рос.)[недоступне посилання з червня 2019]
- Кореспонеднт — «Пластуни передадуть Ющенку Вифлеємський Вогонь»
- Подробности.ua — «Украинские пластуни приняли Вифлеемский огонь мира» (рос.) [Архівовано 20 січня 2008 у Wayback Machine.]
- Телеканал «Київ» — «Вифлеємський Вогонь вже в Україні»
- Західна інформаційна корпорація — «Сьогодні українці отримали Вифлеємський Вогонь Миру»
- Газета «Експрес» — «Вифлеємський Вогонь прийде на Говерлу»
- Радіо МАН — «Вифлеємський Вогонь вже в Україні»
- Блик online — «Вифлеемский огонь уже у нас!» (рос.)
- Львівський портал — «Пластуни передали Вифлеємський вогонь миру Львівській міській раді»
- Більше згадок можна прочитати на сайті Вифлиємського вогню миру в Україні [Архівовано 26 січня 2008 у Wayback Machine.]

### 2007/2008
- 5 канал (відео) [Архівовано 9 березня 2016 у Wayback Machine.]
- Новинар — Вифлеємський вогонь миру їде до Києва[недоступне посилання з червня 2019]
- Газета по-українськи — «Вогонь із Вифлеєма везуть до Києва на велосипедах»
- Подробности — В Киев привезут Вифлеемский огонь [Архівовано 18 грудня 2007 у Wayback Machine.]
- Укрінформ — Інтерв'ю Соломії Кейван — голови координаційного комітету Віфлеємського вогню миру в Україні[недоступне посилання з червня 2019]

### 2019/2020
- ВИФЛЕЄМСЬКИЙ ВГОНЬ ТА УКРАЇНСЬКА КОЛЯДКА В ХАРКОВІ

### 2020/2021
- Як Вифлеємський вогонь миру дістався Кропивницького та кому він призначається - Без Купюр [Архівовано 19 січня 2021 у Wayback Machine.]

### 2023/2024
- Пластуни Словаччини на ВВМ (делегація до пластунів Закарпаття)
- Пластуни Івано-Франківська отримали Вифлеємський Вогонь Миру